# 1,1-Difluoroetà
L'1,1-difluoroetà, o DFE, és un compost organofluorat amb la fórmula química C2H4F2. Aquest gas incolor s'utilitza com a refrigerant, on sovint apareix a la llista de R-152a (refrigerant-152a) o HFC-152a ( hidrofluorocarbur -152a). També s'utilitza com a propel·lent per a aerosols i en productes de polvorització de gas. Com a alternativa als clorofluorocarburs, té un potencial d'esgotament de la capa d'ozó de zero, un potencial d'escalfament global inferior al d'altres hidrofluorocarburs i una vida útil atmosfèrica més curta (1,4 anys).
L'intermedi en aquest procés és el fluorur de vinil (C 2 H 3 F), el precursor monomèric del fluorur de polivinil.
Bàsicament, el 1,1-Difluoroetà  HFC pur i azeotròpic igual que el R-134a, que no fa malbé la capa d'ozó amb molt baix potencial d'escalfament atmosfèric (GWP) i que substitueix l'R-134a en instal·lacions noves. Té una gran estabilitat tèrmica i química, una baixa toxicitat i inflamabilitat mitjana, a més de tenir una excel·lent compatibilitat amb la majoria dels materials. La seva classificació de seguretat és A2 grup L2.
- Nombre químic: età-1,1-difluor- o 1,1-difluoroetano (R-152a).
- Data: març 2008 i traducció: setembre 2009.
- Núm. CAS: 75-37-6.
- Núm. 1030.
- Núm. EC: 200-866-1.
- Número d'identificació de perill: 23/1030.

## Sinònims
1, 1 - difluoroetà, HFC - 152a, difluoroetà, freó 152a, difluorur d'etilidè, fluorur d'etilidè, R-152a, DFE, Vent estanyat.

## Propietats
Propietats físiques:
- Llindar d'olor: Inodor
- LIE: 3.7%
- LSE: 18%
- Solubilitat en aigua: Molt poc soluble.
- Temperatura crítica: 113,15 Cº
- Densitat (25Cº) (per al líquid): 0.91 g/cm³,  899 kg/m3 o 900  g/L
- Densitat (a 0 °C): 0.00304 g/cm³
- Calor específica en fase líquida (25°C a 1,013 bar) (KJ/Kg.K) 1,8
- Calor específica en fase vapor (25°C a 1,013 bar) (KJ/Kg.K) 1,051
- Densitat de vapor: 2.4 (aire = 1)
- Densitat relativa de vapor (aire = 1): 2.3
- Densitat relativa: 0.95 (aigua = 1)
- Densitat de vapor saturat: (kg/m3) 3,37
- Pressió crítica: (bar) 44,96
- Punt d'inflamació: gas inflamable
- Límit superior / inferior d'inflamabilitat % 16,9 / 3,9
- Coeficient de repartiment octanol/aigua com a log Pow: 0.75
- Hidrosolubilitat (25°C) 0,2 g/l
- Viscositat: 8,87 μPa·s (0,00887 cP) a 25 °C

## Preparació i producció
L'1,1-difluoroetà és una substància sintètica que es produeix mitjançant l'addició catalitzada per mercuri de fluorur d'hidrogen a l'acetilè:
HCCH + 2 HF → CH 3 CHF 2
Passos que s'ha de dur a terme per preparar l'1,1-Difluoroetà:
(a) proporcionar un recipient de reacció,
(b) proporcionar al recipient de reacció carboni activat impregnat amb un catalitzador de fluoració d'àcid de Lewis fort, en què el catalitzador d'àcid de Lewis fort se selecciona del grup que consisteix en halurs de Sb,
(c) activar el catalitzador fent passar a través del carboni activat impregnat amb un catalitzador de fluoració d'àcid de Lewis fort gas fluorur d'hidrogen anhidre i gas clor,
(d) posar en contacte, en un estat de vapor al recipient de reacció que conté el catalitzador activat, fluorur d'hidrogen i un o més hidrocarburs halogenats seleccionats del grup que consisteix en clorur de vinil, 1,2-dicloroetà i 1, 1-dicloroetà durant 1 a 120 segons a 40 fins a 200 °C per produir un corrent de producte que comprèn producte o productes hidrofluorocarbonats corresponents al o als reaccionants hidrocarbonats clorats, clorur d'hidrogen, reaccionant o reaccionats hidrocarbonats clorats que no hidrogen que no ha reaccionat, i
(e) separar el o els productes hidrofluorocarbonats del corrent de producte.

## Manipulació i emmagatzematge
L'1,1-difluoroetà pot reaccionar de forma violenta amb agents oxidants (com PERCLORATS, PERÒXIDS, PERMANGANATS, CLORATS, NITRATS, CLORO, BROM I FLÚOR) i forma compostos explosius amb BARI, SODI, POTASI i altres METALLS METÀL·LIQUES. L'1,1-difluoroetà no és compatible amb MAGNESI i ALUMINI polvoritzats ni amb els seus aliatges; OXIGÈN LÍQUID; LLAUTÓ; i ACER. Cal Emmagatzemar en recipients ben tancats en una àrea fresca i ben ventilada a temperatures inferiors a 125°F (52 °C).
Les fonts d'ignició, com ara fumar i les flames obertes, estan prohibides on es faci servir, manipuli o emmagatzemi l'1,1-difluoroetà.
Només es poden utilitzar eines i equips antiespurna, sobretot en obrir i tancar recipients que contenen 1,1-difluoroetà.

## Usos
Amb un índex de potencial d'escalfament global (GWP) relativament baix de 124 i propietats termofísiques favorables, l'1,1-difluoroetà s'ha proposat com una alternativa respectuosa amb el medi ambient a l'R134a. Tot i la seva inflamabilitat, el R152a també presenta pressions de funcionament i capacitat de refredament volumètric (VCC) similars al R134a, per la qual cosa es pot usar en refredadores de grans dimensions o en aplicacions més particulars com intercanviadors de calor amb aletes i tubs de calor.

A més, l'1,1-difluoroetà també es fa servir comunament en polvoritzadors de gas i molts altres productes en aerosol al detall, particularment aquells subjectes a estrictes requisits de compostos orgànics volàtils (COV).

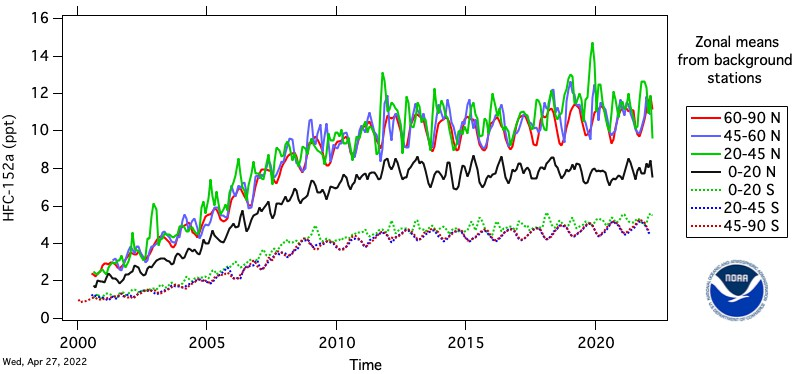
Creixement de HFC-152a a l'atmosfera terrestre des de l'any 2000.

El pes molecular del difluoroetà és 66, fet que el converteix en una eina útil i convenient per detectar fuites de buit en sistemes de cromatografia de gasos-espectrometria de masses (GC-MS). Aquest gas, barat i de fàcil accés, té un pes molecular i un patró de fragmentació (pic base de 51 m/z a EI-MS típic, bec principal de 65 m/z) diferents de qualsevol cosa que es trobi a l'aire. Si s'observen pics de massa corresponents a l'1,1-difluoroetà immediatament després de ruixar un punt sospitós de fuga, es poden identificar fugues.
S'utilitza com a gas comprimit liquat. Es fa servir com a agent refrigerant, com a propel·lent d'aerosols i en la fabricació d'altres substàncies químiques. Com a alternativa als clorofluorocarbonis, té un potencial d'esgotament de la capa d'ozó de zero, un potencial d'escalfament global menor (124) i una vida atmosfèrica més curta (1,4 anys).

## Toxicitat i perills
Perills físics:
El gas es barreja bé amb l'aire, formant-se fàcilment barreges explosives. Com a resultat del flux, agitació, etc., es poden generar càrregues electroestàtiques.
Perills químics:
Es descompon ràpidament en escalfar intensament i en cremar. Això produeix fums tòxics i irritants, incloent-hi fluorur d'hidrogen i monòxid de carboni. Reacciona amb amines, agents reductors, oxidants forts i epòxids.
Riscos per a la salut (a curt termini):
- Poden passar immediatament o poc després de l'exposició de l'1,1-difluoroetà. L'1,1-difluoroetà pot afectar-lo en inhalar-lo.
- El contacte pot irritar la pell i els ulls.
- El contacte amb el líquid pot causar congelació.
- La inhalació de 1,1-difluoroetà pot irritar el nas i la
- gola, causant tos i respiració amb xiulet.
- La inhalació de 1,1-difluoroetà pot irritar els pulmons. L'exposició més alta podria causar un edema pulmonar, cosa que constitueix una emergència mèdica caracteritzada per acumulació de líquid als pulmons.
- L'exposició més alta pot disminuir la quantitat d'oxigen a l'aire, causant mal de cap, mareig, sensació d'esvaïment i desmai.
- L'exposició repetida o perllongada pot assecar la pell i causar esquerdes.
- L'1,1-difluoroetà podria afectar el cor.
- L'1,1-difluoroetà és un GAS INFLAMABLE i presenta un GREU RISC D'INCENDI. NFPA 704 (diamant de foc).

Riscos per a la salut (a llarg termini):
- Poden passar algun temps després de l'exposició a l'1,1-difluoroetà i poden durar mesos o anys: risc de càncer; Segons la informació actualment disponible al Departament, no s'han fet proves per determinar.

Recomanacions o precaucions:
Cal proporcionar als empleats informació i capacitació sobre els riscos. Controlar les concentracions a l'aire de les substàncies químiques. Usar controls d'enginyeria si les concentracions excedeixen els nivells d'exposició recomanats. Proporcionar renta ulls i dutxes d'emergència. Rentar-se o dutxarse si la pell entra en contacte amb un material perillós. Sempre rentar-se al final del torn laboral. Si es contamina la roba, treure's la roba contaminada i posar-se roba neta. No portar a casa la roba contaminada. És necessari tenir capacitació especial per rentar la roba contaminada. No menga, fuma o beure en àrees on es manipulin, processin o emmagatzemin les substàncies químiques. Rentar-se les mans amb compte abans de menjar, fumar, beure, maquillar-se o utilitzar el bany.